# ProMED-mail

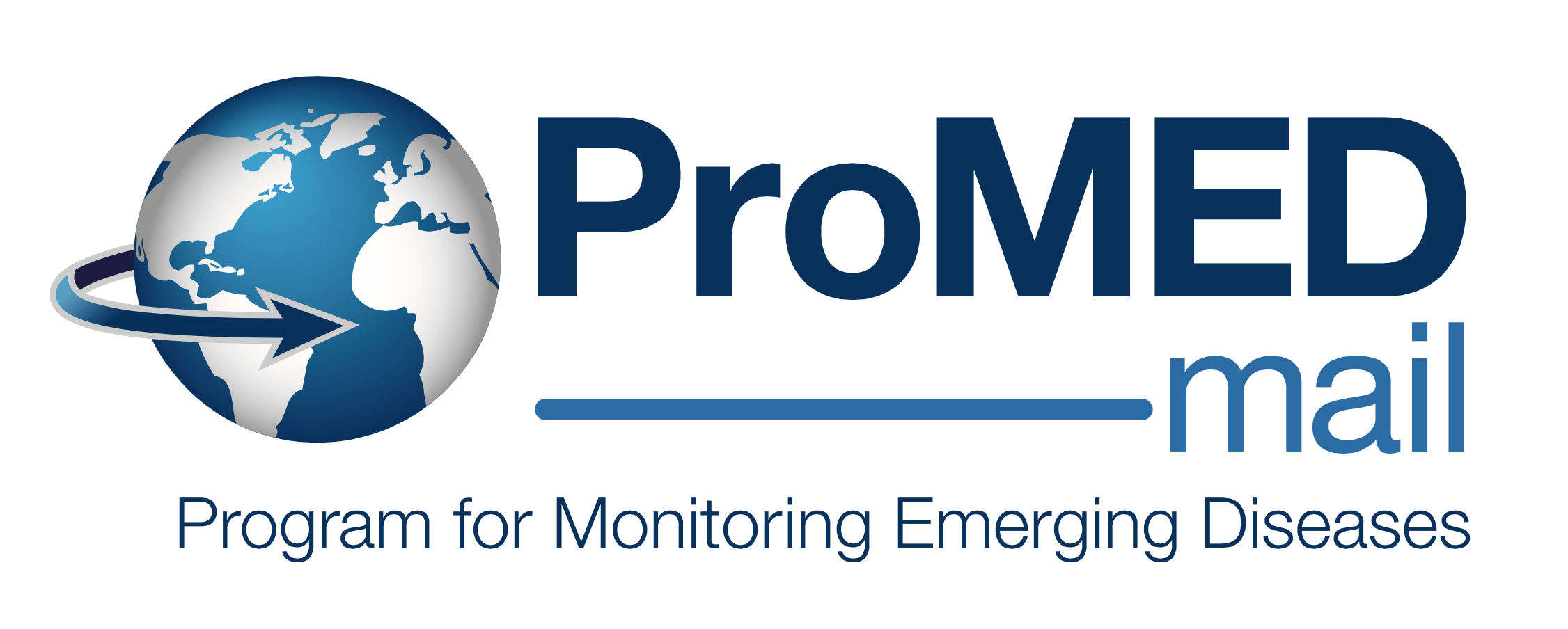
Logo officiel de ProMED-mail

ProMed (aussi connu sous le nom de ProMed-Mail ou Program for Monitoring Emerging Diseases)  est à la fois le nom d'un système d'information et du programme international de veille épidémiologique et éco-épidémiologique sur les maladies émergentes qui lui correspond. 
Avec environ 50 000 participants dans le monde, c'est un des dispositifs les plus importants au monde sur ce sujet.

## Enjeux
Avec le développement démographique de l'humanité, la déforestation et surtout en raison du développement de la vitesse et de l'étendue des réseaux de transport (aériens notamment), l'homme est plus susceptible d'être confronté à des virus, microbes ou parasites susceptibles d'induire des maladies émergentes, éventuellement graves et éventuellement susceptible de prendre des proportions pandémiques, et les virus ou microbes sont susceptibles d'être rapidement dispersés via les réseaux de transport de personnes, mais aussi de marchandise, de végétaux, et d'animaux. 
De grandes pandémies pourraient avoir des coûts humains, sociaux et financiers très élevés. 
Plus un pathogènes émergent est détecté tôt et "maîtrisé", moins il y a de risque de diffusion rapide et à grande échelle ; 
L'expérience de l'épidémie de SRAS a confirmé de façon spectaculaire, que l'émergence et la propagation de nouvelles maladies infectieuses peut être très rapide (diffusion mondiale en quelques semaines via les trajets en avion et autres véhicules rapides), et que la réponse sanitaire doit être très rapide, adaptée, mondiale et coordonnée (avec identification et mise en quarantaine rapide des patients dans le cas de maladies très contagieuses et graves).
D'éventuels usages de pathogènes comme armes biologiques ou utilisés par le terrorisme seraient aussi de la sorte plus rapidement détectés.

## Histoire
Fondée en 1994 pour valoriser les nouveaux moyens des NTIC dans le domaine de la veille épidémiologique, ProMed a été ensuite (depuis 1999) administrativement porté par l'« International Society for Infectious Diseases ». 
ProMED-mail compte aujourd'hui plus de 50.000 participants, répartis dans plus de 185 pays, qui cherchent à détecter, vérifier et signaler les émergences de pathogènes nouveaux aussi tôt que possible. 

## Déclaration de maladies (Reporting)
ProMED-mail édite et transmet au réseau - via l'Internet - environ 7 rapports quotidiens décrivant des éclosions locales de maladies infectieuses ou de parasitoses ; avec des commentaires, éventuellement modérateurs d'experts, quasiment en temps réel. 
Avec le temps, l'épidémiologie tend à se rapprocher de l'écoépidémiologie et des sciences vétérinaires, car ce type de veille a confirmé qu'environ 70 % des maladies humaines émergentes ont pour origine un microbe ou un parasite qui infectait ou infestait déjà d'autres espèces animales (voire des plantes ou des champignons). Inversement, des pathogènes humains connus peuvent infecter des animaux (d'élevages notamment) et des microbes devenus antibiorésistants à la suite d'un large usage des antibiotiques peuvent passer de l'homme à l'animal et inversement, ou d'une espèce animale à une autre. De même des entités non vivantes et pathogènes comme les virus ou prions pathogènes.

En raison de l'importance des maladies animales pour la santé humaine, ProMED-mail produit maintenant aussi des rapports sur les maladies animales et zoonoses émergentes.
Les maladies des plantes ayant une importantes pour l'agriculture font maintenant aussi partie de la veille, en raison des impacts qu'elles pourraient avoir pour la survie de l'humanité.

## L'indépendance de ProMED-mail
Elle est jugée essentielle par le réseau, car permettant :
- la rapidité de la diffusion d'informations vitales
- d'éviter les retards, censures ou suppression d'informations ou de déclaration d'émergence ou propagation de maladies par des autorités locales ou des gouvernements qui pour des raisons économiques (cf tourisme par exemple) ou bureaucratiques ou stratégique ne souhaiteraient pas que ce type d'information soit diffusée).
- une diffusion en plusieurs langues avec un ProMED-ESP (espagnol), un ProMED-PORT (portugais), un ProMED-RUS (Russe) et un ProMED-FR (français), et une version anglaise axée sur le bassin du Mékong et de l'Asie du Sud-Est.
- une diffusion à partir de n'importe quel ordinateur ou objet connecté à internet, via l'adresse http://www.promedmail.org sans aucuns frais de souscription, ce qui facilite l'accès à cette information dans les pays les plus pauvres.

La crédibilité est assurée par le sourçage des informations, leur traçabilité et des vérifications croisées.

## Collaborations
ProMED-mail (avec Healthmap) a été primé en octobre 2008 par l'initiative Google.org Predict and Prevent initiative. 
Cette collaboration associe le réseau mondial de ProMED-mail à un réseau d'experts des maladies humaines, animales mais aussi d'écologues (Cf. santé des écosystèmes) avec des efforts de détection informatiquement assistée (HealthMap).